# Толкът Парсънс
Толкът Парсънс (на английски: Talcott Parsons, р. 13 декември 1902, Колорадо Спрингс, САЩ, п. 6 май 1979, Мюнхен, Германия) e социолог, водач на школата на структурния функционализъм, един от създателите на съвременната теоретична социология и социална антропология.

## Биография
Син на свещеник. Следва биология и философия в колежа Амхърст, а след това – в Лондонското училище по икономика (при Малиновски, Хобхауз, Тауни). Специализира в Хайделбергския университет (където е силно влиянието на Макс Вебер) и там през 1929 г. защитава докторска дисертация на тема „Понятието за капитализъм в германската литература от последно време“.
От 1927 до 1973 г. преподава в Харвард, където създава и оглавява междудисциплинния Отдел за социални отношения, един от резултатите на който е големият труд Към обща теория за дейността (1951). Съвместната му работа с колеги е ориентирана към ветрило от проблеми: заедно с Р. Бейлз работи върху семейството и социализацията, с Н. Смелзър – върху социалната система и икономиката, с Дж. Плат – върху американските университети, с А. Крьобер – върху културата.
През 1962 – 1968 г. на няколко пъти посещава СССР, участва в семинара на Юрий Левада в Института по социология в Москва, а на семинар в Ленинград се среща с Игор Кон.

## Идеи и научна дейност
Синтезирайки теоретическите подходи на Макс Вебер (трудовете на когото Парсънс превежда), Георг Зимел, Емил Дюркем, Вилфредо Парето, Алфред Маршал, Зигмунд Фройд, разработва обща теория на действието и, в частност, на социалното действие (структурен функционализъм) като самоорганизираща се система. При последната теория, която се занимава с набора от функционални проблеми на всяка система (адаптацията, постигането на целта, интеграцията, поддържането на образеца), Парсънс аналитично отчленява подсистемите на социалната структура, културата, личността. Ориентацията на действащото лице (актьор) е описвана с помощта на набор от стандартни (типови) променливи. Този теоретичен език Парсънс използва за описанието на системите на икономиката, политиката, правото, религията, образованието, за анализа на семейството, болницата (и по-конкретно – психиатрията), средното училище, университета, изкуството, масмедиите, сексуалните, расовите и националните отношения, социалните деформации, а по-късно – и за построяването на неоеволюционистка сравнителна социология на различните общества, въвлечени и продължаващи да бъдат въвличани в универсалния процес на модернизацията. Парсънс и неговата теория имат решаващо значение за превръщането на социологията в академична дисциплина.
В зората на своята теоретична работа Парсънс се опитва да намери компромис между „социологизма“ на Е. Дюркем, който строго определя човешкото поведение като детерминирано от влиянието на външната социална среда, и „разбиращата“ теория за социалното действие на М. Вебер, описваща човешкото поведение чрез съответствието на „идеални типове“. Върху ранните трудове на Парсънс силно влияние оказват също В. Парето, който предлага подобен на веберовия модел за разделяне на човешките действия според мотивацията на „логични“ и нелогични, А. Маршал, Г. Зимел, З. Фройд.
Парсънс успява да създаде гигантска дедуктивна система от абстрактни понятия, обхващаща човешката реалност в цялото ѝ многообразие. Но в емпиричните изследвания и всекидневната социологическа практика нито един социолог не използва тази система, предпочитайки по-необхватни, но по-оперативни частни теории.

### Структурният функционализъм
Структурният функционализъм:
- е високоабстрактна, строго кодифицирана теоретична постройка, претендираща да дава универсално обяснение на социалната реалност;
- смята, че социологията се занимава с изучаването на функциите, изпълнявани от социалните институции, и със социалното действие на индивидите, които заемат определено място в социалната структура на обществото (имат статус) и изпълняват предписаните обществени норми и защитават ценностите на социалните роли;
- вижда тясна връзка между статиката и динамиката, социалната система и социалната структура.

Изисквания към обществото:
- Обществото трябва да бъде приспособено към средата.
- Обществото трябва да има поставена обща цел.
- Всички елементи на обществото трябва да бъдат координирани помежду си.
- Ценностите в обществото трябва да се запазват.

Структурно-функционалният анализ е принцип на изследването на социалните явления и процеси като системи, в която всеки елемент на структурата има определена функция.
Функцията в социологията е роля, която определена социална институция или процес изпълнява в отношение към цялото (напр., функцията на държавата, семейството и т.н. в обществото).

### Теорията на социалното действие
Дейността е процес, изразяващ се в целесъобразното изменение и преобразуване от човека на света и съзнанието. Този процес включва поставена цел, използвани средства и постигнат резултат.
Поведението е система от взаимосвързани действия, осъществявани от субекта с цел реализирането на определена функция и изискващи от него взаимодействие със средата. В поведението се проявяват личността на човека, особеностите на неговия характер, темперамент, неговите потребности, вкусове; разкриват се неговите отношения към предметите.
Подсистемите на социалното действие са:
- биологическият организъм (индивидуалното психологическо състояние на човека, включително и инстинктите и биологическите потребности, влияещи на поведението на човека).
- системата на личността („Его“-то): мотивационната структура на индивида; организмът и системата на личността заедно образуват „базовата структура“ и така представляват съвкупността от индивидуалните потребности и диспозиции (постигането на целите като задоволяване на потребностите).
- социалната система – съвкупността от образците на поведение, социалните норми, социалното взаимодействие (интеракцията) и социалните роли (интеграцията).
- системата на културата – културните ценности и традиции, необходими за стабилното функциониране на обществото.

### Социалният порядък
Всяка система се стреми към равновесие, доколкото ѝ е присъща съгласуваност на елементите; тя винаги въздейства върху отклоненията така, че да ги коригира и да възстанови равновесното си състояние; системата преодолява всички възможни дисфункции, а всеки елемент внася нещо в поддържането на устойчивото ѝ състояние.
За Парсънс елементът, привеждащ в порядък взаимодействащите си части, е структурата (неподвижното единство на намиращите се в постоянно движение социални действия). Структурата се разбира като системата от социални норми и статуси (или нормативния порядък).
Нормативният порядък включва: социалният порядък и социалните норми (непроменливите правила, от които се ръководят големи маси хора по силата на предадения от нормите легитимен статус).
Социалният порядък възниква под въздействието на два процеса:
- Тенденцията на социалната система към самосъхранение.
- Тенденцията към съхранение на определени граници и константи по отношение на средата (хомеостатично равновесие).

### Социалните системи
Социалните системи са институционални системи, разглеждани като устойчиви комплекси от правила, норми, разбирания, регулиращи човешкото поведение и преобразуващи го в система от роли и статуси.
Социалната система притежава структура с равнища, свързани едно с друго: индивид – група (колектив) – институции – обществото като цяло. На всяко от тези равнища съответства определен тип йерархия: технически, „мениджъриален“, институционален и социетален.
На социеталното равнище социалната система се организира при сливането на четири подсистеми: икономическа (функцията е адаптация), политическа (функция – целепостигане), „фидуциарна“ (функция – латентност) и „социетална общност“ (функция – интеграция).
Социеталната общност е ядрото на цялата социална система – това е системата или съвкупността от колективи, организирани и йерархизирани на основата на единни нормативни образци, включително нормите, ценностите и нормативните образци. В качеството на обобщено средство за взаимен обмен между хората тук се признават „влиянието“ и „солидарността“, а не парите, властта или ценностните качества.

### Понятието за култура
Заедно с А. Крьобер Парсънс стига до следната дефиниция за „култура“:
| „ | Ние предполагаме, че в повечето случаи е от полза понятието за култура да се дефинира по-тясно, отколкото обикновено се прави в американската антропологическа традиция, като неговият обхват се ограничи единствено до съдържанието и моделите на ценности, идеи и други символно-знакови системи, предавани и създавани като фактори за формиране на човешкото поведение, както и до артефактите, произведени чрез това поведение. | “ |

## Признание
Президент на Американската социологическа асоциация (1949) и неин секретар (1960 – 1965). През 50–70-те години на ХХ век той е най-мащабната фигура на теоретичната социология, най-известният и влиятелен американски социолог. Трудовете на Парсънс са преведени на много езици.

## Критика
Всеки теоретик на социологията след Парсънс смята за свой дълг да внесе свой принос в критиката и отрицанието на концепцията на Парсънс, така че се стига до пословицата: „Ако не си говорил критично за Парсънс, не си никакъв социолог“. Първите прояви на сериозна критика идват все пак в края на 50-те години – от страна на интелектуалци като Ралф Дарендорф. 

## Избрана библиография
- The Structure of Social Action (Структурата на социалното действие) (1937)
- Essays in Sociological Theory, Pure and Applied (Есета върху социологическата теория, чиста и приложна) (1949)
- Toward a General Theory of Action (Към обща теория на действието) (1951, в съавторство с Едуард Шилс)
- The Social System (Социалната система) (1951)
- Working Papers in the Theory of Action (Работни тетрадки по теория на действието) (1953, в съавторство с Е. Шилз и Р. Ф. Бейлз)
- Family, socialization and interaction process (Семейството, социализацията и процесът на взаимодействие) (1955, в съавторство с Р. Ф. Бейлз)
- Economy and Society (Икономика и общество) (1956, в съавторство с Нийл Смелзър)
- Structure and Process in Modern Societies (Структурата и процесът в модерните общества) (1960)
- Theories of society; foundations of modern sociological theory (Теории за обществото. Основи на модерната социологическа теория) (1961)
- Societies: Evolutionary and Comparative Perspectives (Обществата: Еволюционни и сравнителни перспективи) (1966)
- The Negro American (Американският негър) (1966, в съавторство с К. Б. Кларк)
- Sociological Theory and Modern Society (Социологическата теория и модерното общество) (1968)
- Politics and Social Structure (Политика и социална структура) (1969)
- The System of Modern Societies (Системата на модерните общества) (1971)
- The American University (Американският университет) (1973, в съавторство с Д. М. Плат)
- Social Systems and the Evolution of Action Theory (Социалните системи и еволюцията на теорията на действието) (1977)
- Action Theory and the Human Condition (Теорията на действието и човешкото състояние) (1978)
- Talcott Parsons on institutions and social evolution: Selected writings / Leon H Mayhew, ed. Chicago: University of Chicago Press, 1982
- Readings from Talcott Parsons / Peter Hamilton, ed. London: Tavistock Publications, 1983

## На български
- Талкот Парсънс, Еволюцията на обществата[4], София: Критика и хуманизъм, 2005, ISBN 954-587-113-Х
- Толкът Парсънз, „Обща теория в социологията“. – В: Сб. Извори на социологията. Съст. Г. Фотев, Стара Загора: Тракия, 1998, с.333 – 80.
- Толкът Парсънс, „Отново за културната и социалната система“. – В: Идеи в културологията. Том II. София: Университетско издателство „Св. Климент Охридски“, 1993, с.559 – 585.
- Алфред Крьобер, Толкът Парсънс, „Понятията за културата и за социалната система“. – В: Идеи в културологията. Том II. София: Университетско издателство „Св. Климент Охридски“, 1993, с.586 – 591.
- Толкът Парсънз, „Социализацията на детето и интернализирането на социални ценности ориентации. Структура на „базовата“ личност“. – В: Социология на личността. София: Наука и изкуство, 1990, с.183 – 198.

## За него
- Black M. The social theories of Talcott Parsons: A critical examination. Englewood Cliffs: Prentice-Hall, 1961.
- Rocher G. Talcott Parsons and American Sociology. New York: Barnes & Nobles, 1975.
- Explorations in general theory in social science: Essays in honor of Talcott Parsons/ Jan J. Loubser, ed. Vol.1/2. New York: Free Press, 1976.
- Menzies K. Talcott Parsons and the social image of man. London; Boston: Routledge & K. Paul, 1976.
- The Theory of Social Action: The correspondence of Alfred Schutz and Talcott Parsons/ Grathoff R., ed. Bloomington; London: Indiana UP, 1978.
- Bourricaud F. The sociology of Talcott Parsons. Chicago: University of Chicago Press, 1981.
- Николай Генов. Толкът Парсънз и теоретичната социология. София: БАН, 1982.
- Lackey P.N. Invitation to Talcott Parsons’ Theory. Houston: Cap and Gown Press, 1987.
- Robertson R., Turner B.S. Talcott Parsons: theorist of modernity. London; Newbury Park: Sage Publication, 1991.
- Holmwood J. Founding sociology?: Talcott Parsons and the idea of general theory. London; New York: Longman, 1996.
- Agenda for sociology: Classic sources and current uses of Talcott Parsons’s work/ Bernard Barber, Uta Gerhardt, eds. Baden-Baden: Nomos, 1999.
- Talcott Parsons: Zur Aktualität eines Theorieprogramms/ Helmut Staubmann, Harald Wenzel (Hrsg.). Wiesbaden: Westdt. Verlag, 2000.
- Fararo T.J. Social Action Systems: Foundation and Synthesis in Sociological Theory. Westport: Praeger, 2001.
- Gerhardt U. Talcott Parsons: an intellectual biography. Cambridge; New York: Cambridge UP, 2002.
- After Parsons – A theory of social action for the 21st century/ Renée C. Fox a.o., eds. New York: Russell Sage Foundation, 2005.